# Martín Menacho
José Martín Menacho Aguilera (Santa Cruz de la Sierra, 7 agosto 1973) è un ex calciatore boliviano, di ruolo attaccante.

## Caratteristiche tecniche
Giocava come attaccante: solitamente era impiegato sulla fascia destra a causa della sua velocità e del suo dinamismo, che gli permettevano di assistere i compagni nelle azioni d'attacco. Quando fu schierato come centravanti dimostrò di avere buone capacità realizzative.

## Carriera

### Club
Menacho debuttò in massima serie boliviana nella stagione 1993: la sua prima squadra nel calcio professionistico fu il Destroyers, compagine della sua natia Santa Cruz. Con la società dalla maglia gialla segnò 12 gol in 64 partite giocate nel primo livello nazionale. Nel campionato 1998 passò al Blooming allenato da Carlos Aragonés: alla sua prima stagione giocò da titolare, presenziando in entrambe le partite finali contro il Wilstermann. Nella prima di queste, disputatasi il 9 dicembre 1998, segnò una doppietta. Nel 1999 giocò di nuovo in finale, segnando contro il The Strongest nella gara di ritorno. Nel 2000 si trasferì in un'altra squadra di Santa Cruz, l'Oriente Petrolero: vi giocò una sola stagione. Nel torneo del 2001 fu acquistato dal Wilstermann di Cochabamba, mentre nel 2002 giocò brevemente per il The Strongest di La Paz. Nel 2003 fu ceduto al Real Potosí: con questa squadra fu impiegato più frequentemente da centravanti e la sua media realizzativa aumentò, fino al raggiungimento del titolo di miglior marcatore nell'Apertura 2004. Nel 2005 espatriò per la prima e unica volta, firmando per i peruviani dello Sport Áncash. Fece poi ritorno a La Paz, passando al Bolívar. Con la formazione della maglia celeste disputò la stagione 2006. Nel campionato 2007 giocò con il La Paz; nel 2008 fu nella rosa del Guabirá di Montero. Nel 2009 fu nuovamente acquistato dal The Strongest, con cui tornò tra i titolari del club. Nel 2010 ha chiuso la carriera.

### Nazionale
Debuttò in Nazionale maggiore il 28 aprile 1999, in occasione dell'incontro amichevole di Cochabamba con il Cile. Partecipò alla FIFA Confederations Cup 1999, giocando contro Arabia Saudita (27 luglio) e Messico (29 luglio). Giocò anche in una gara valida per le qualificazioni a Corea del Sud-Giappone 2002.

## Palmarès

### Club

#### Competizioni nazionali
- Campionato boliviano: 3

Blooming: 1998, 1999
Bolívar: Clausura 2006

### Individuale
- Capocannoniere della Liga del Fútbol Profesional Boliviano: 1

Apertura 2004 (15 gol)